# مطبخ جنوب السودان

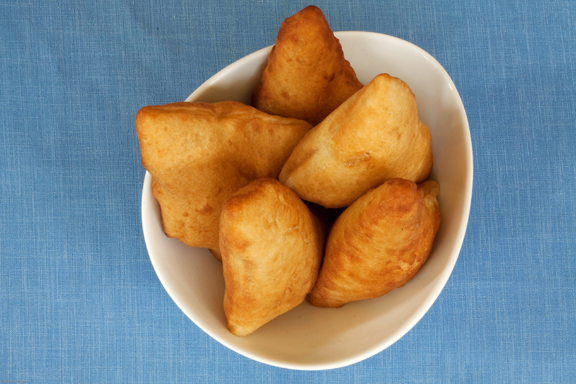
ماندازي

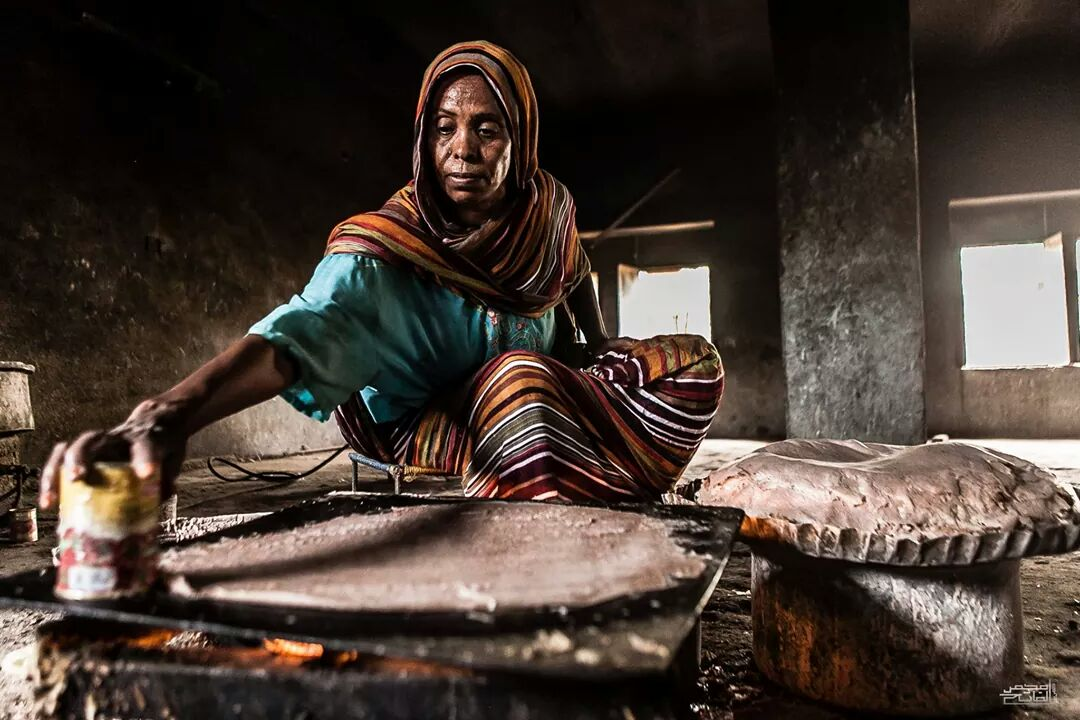
تحضير الكسرة

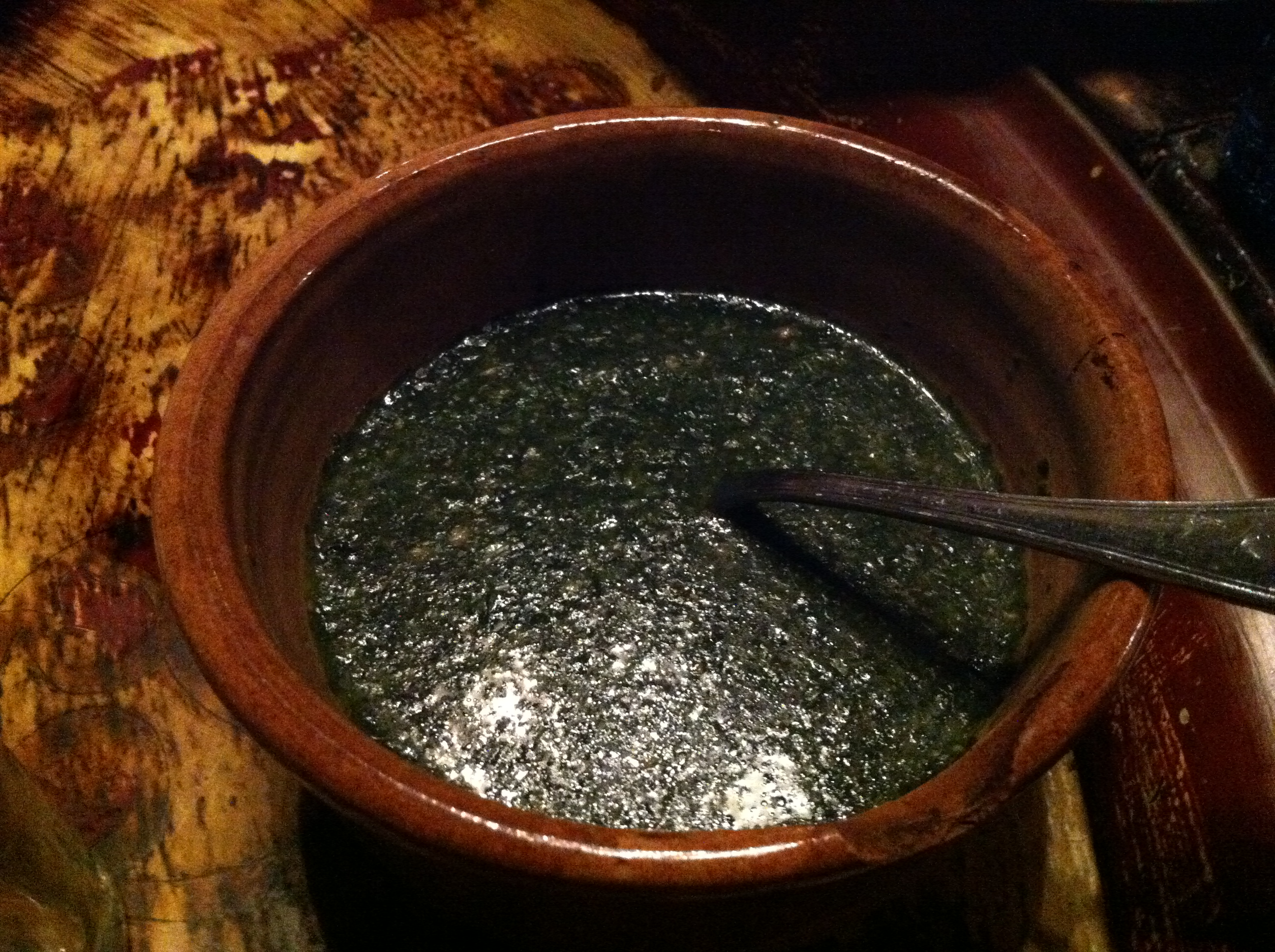
ملوخية

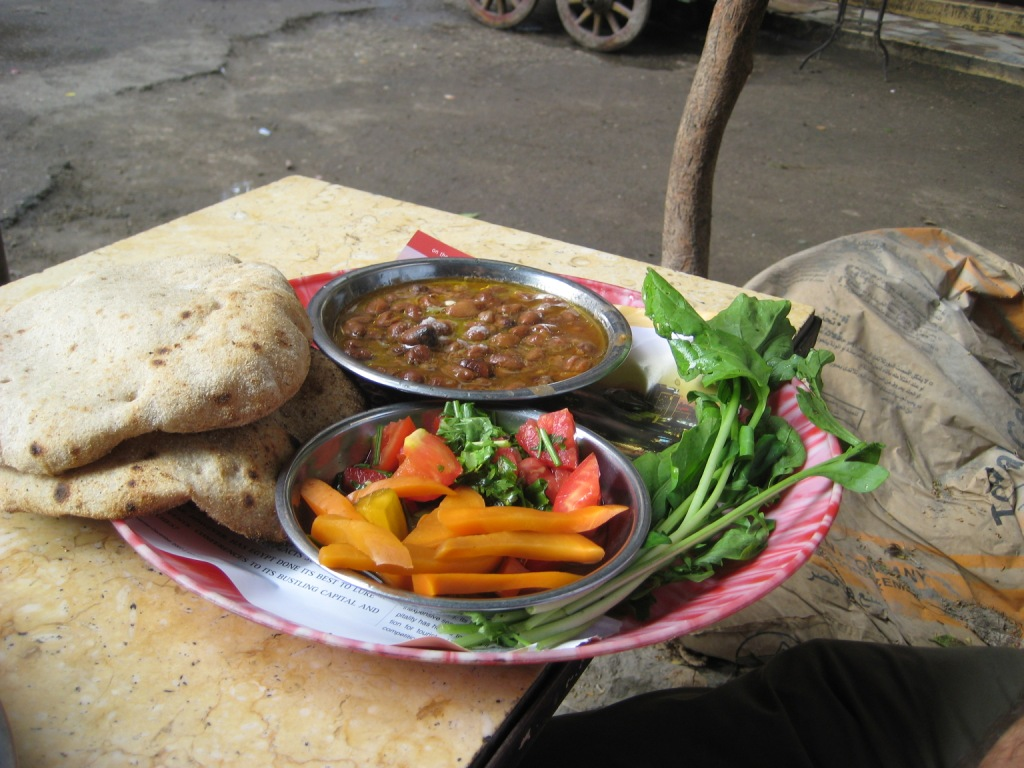
فول مدمس

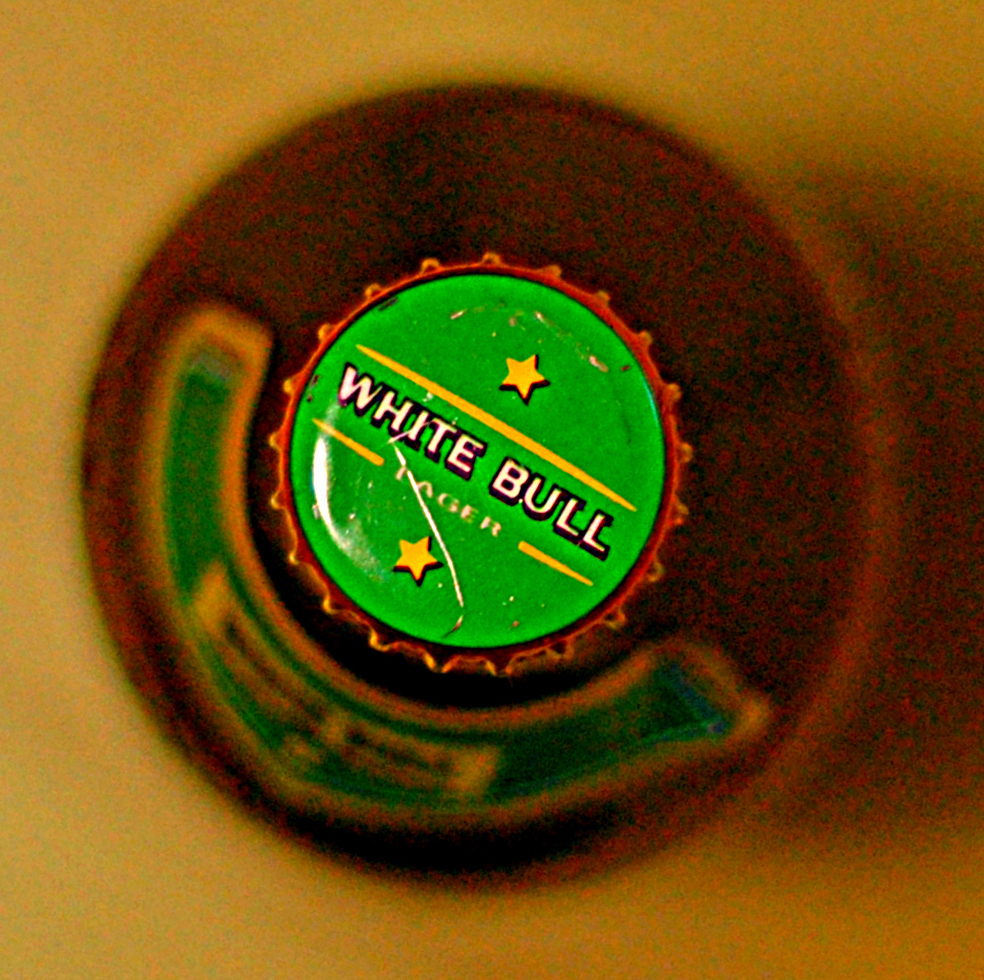
بيرة وايت بول

المطبخ في جنوب السودان يعتمد على الحبوب (الذرة والذرة الرفيعة). ويستخدم اليام والبطاطس والخضروات والبقوليات (الفاصوليا والعدس والفول السوداني) واللحوم (الماعز ولحم الضأن والدجاج والأسماك بالقرب من الأنهار والبحيرات) والبامية والفاكهة أيضًا. يتم سلق اللحوم أو شواؤها أو تجفيفها.
تأثر المطبخ الجنوب سوداني بالمطبخ العربي.

## أمثلة على الأطباق الجنوب سودانية
- كسرة، فطيرة الذرة الرفيعة، طبق وطني[3][4][5][6]
- ماندازي، معجنات مقلية[7][8]
- والا والا، عصيدة الدخن[4][5]
- عصيدة، عصيدة الذرة[1]
- جوراسا، فطيرة الخميرة[1][9]
- كاجايك، حساء السمك[1][6]
- فول سوداني، الفول السوداني الحلو[1]
- طاميا، فلافل
- طامية فلافل[5][10]
- فول مدمس[1][11]
- كومبو، طبق من السبانخ وزبدة الفول السوداني والطماطم[5][12]
- شوربة لحم الماعز[4][5]
- ملوخية[2][13]

## مشروبات جنوب السودان
- قهوة[1]
- شاي كركديه[1]
- أعلنت شركة جنوب السودان للمشروبات المحدودة [الإنجليزية]، وهي مصنع الجعة الوحيد في جنوب السودان، إفلاسها في عام 2016. وكانت تصنع ثلاثة أنواع من البيرة، مثل بيرة وايت بول.[1][14]

## معرض الصور

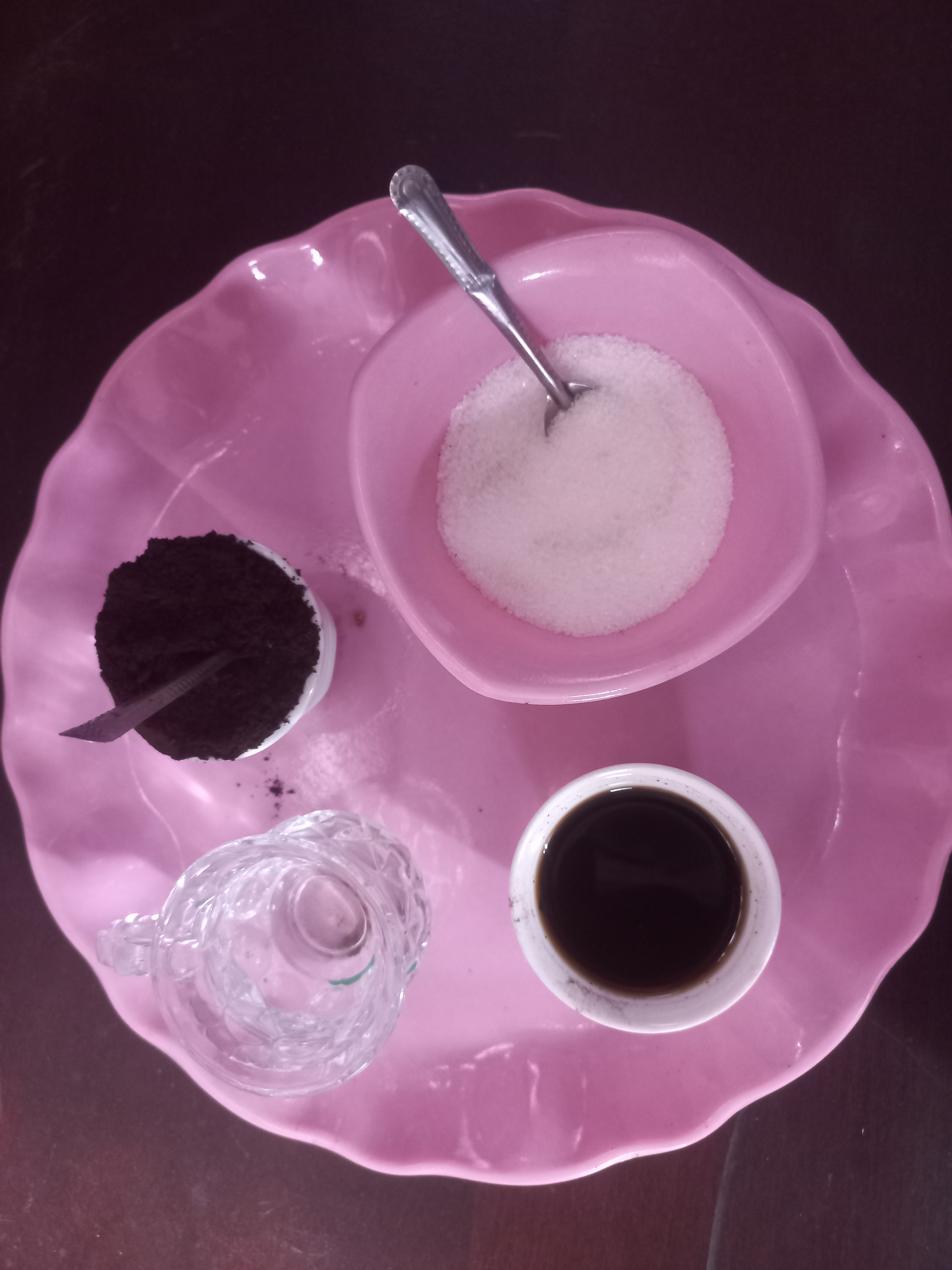
مكونات القهوة السودانية
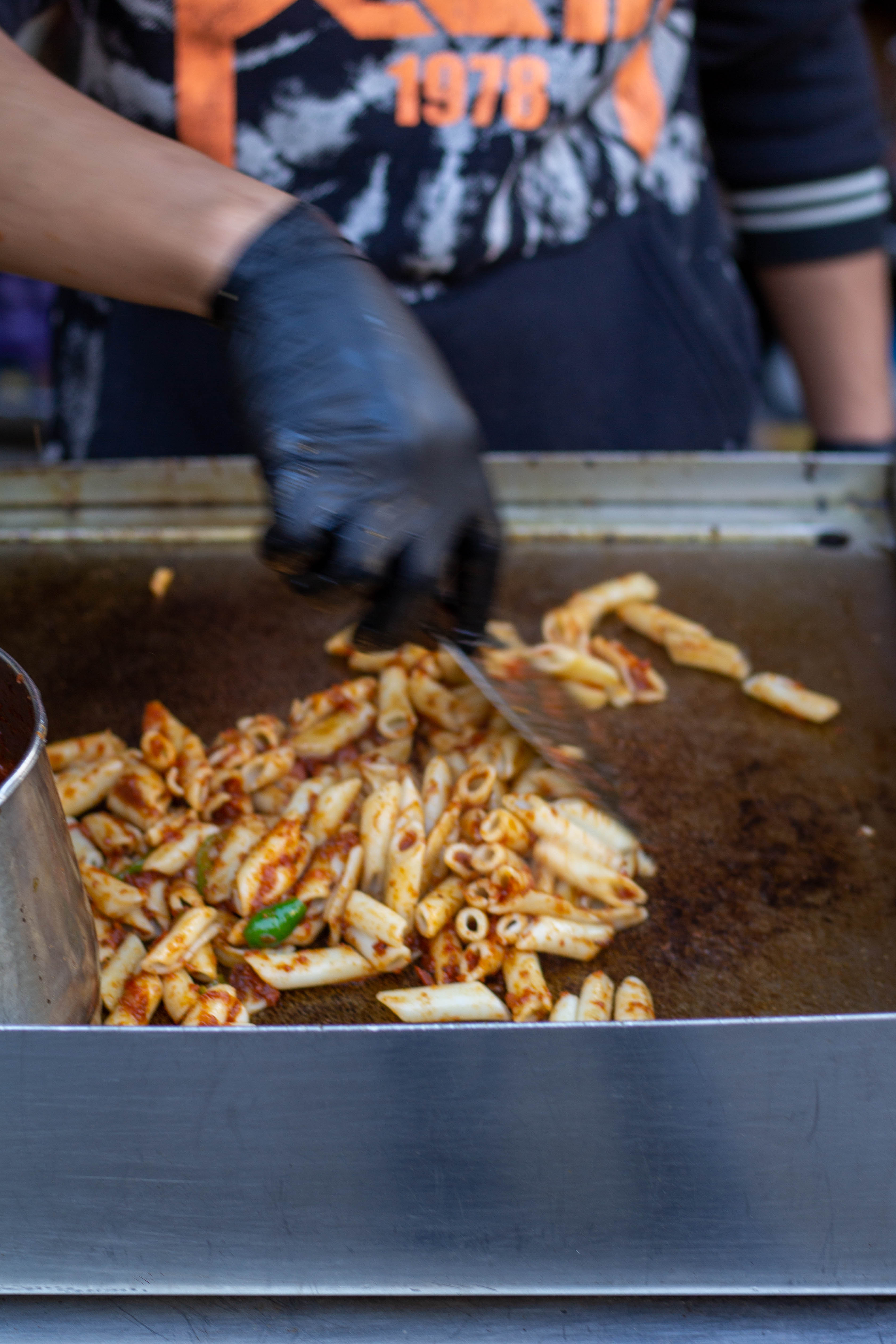
المكرونة
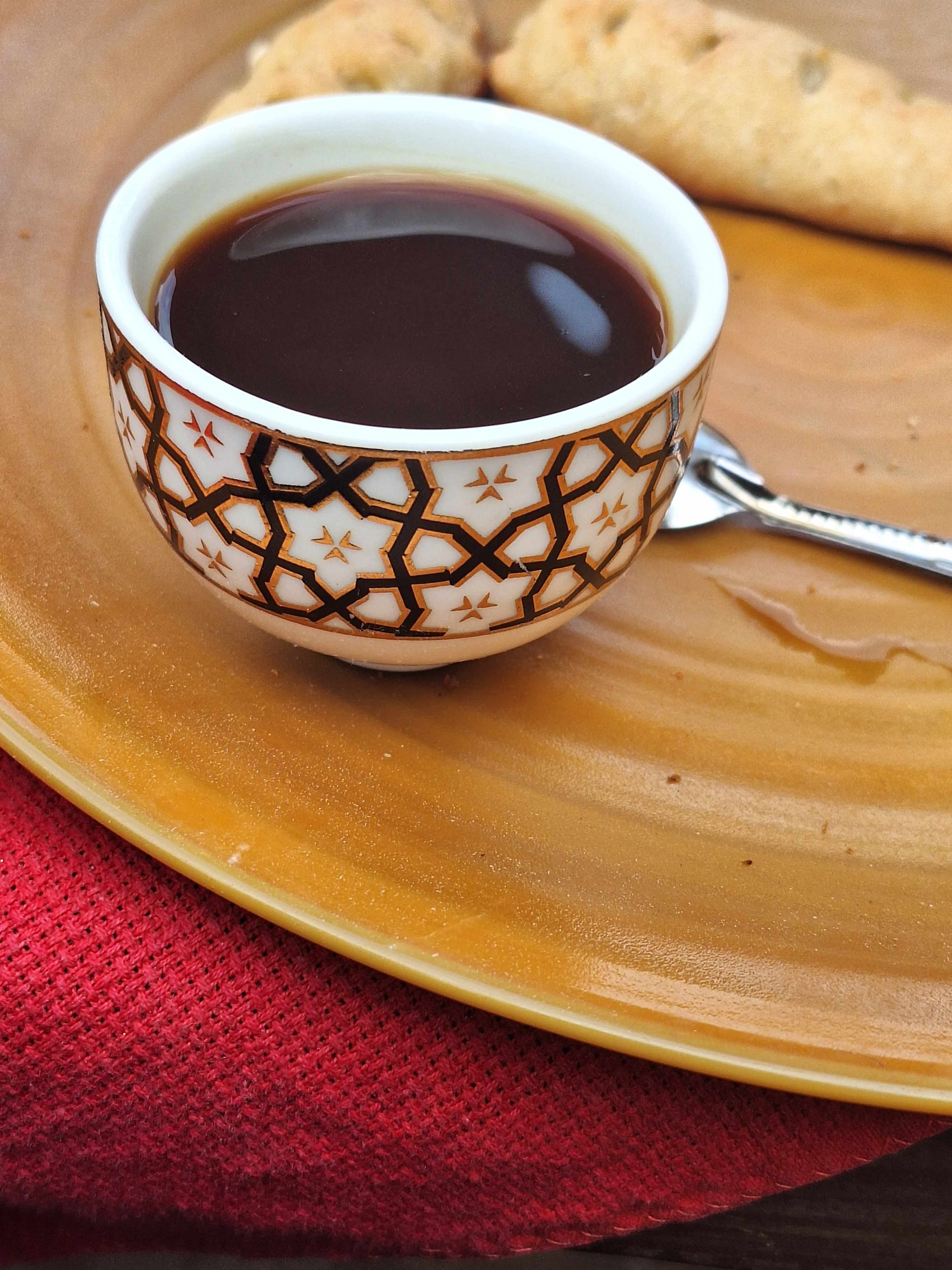
القهوة السودانية
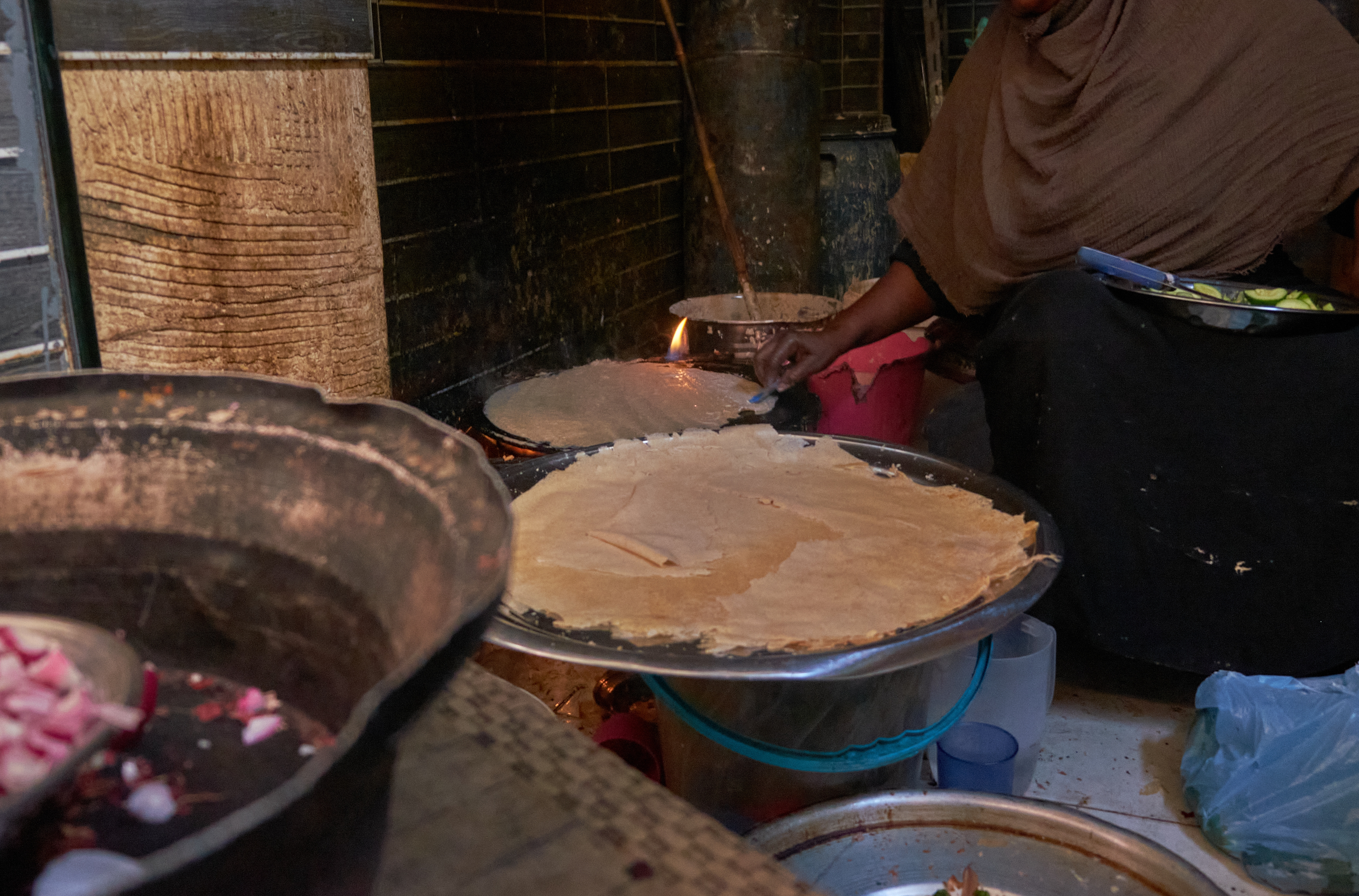
الكسرة
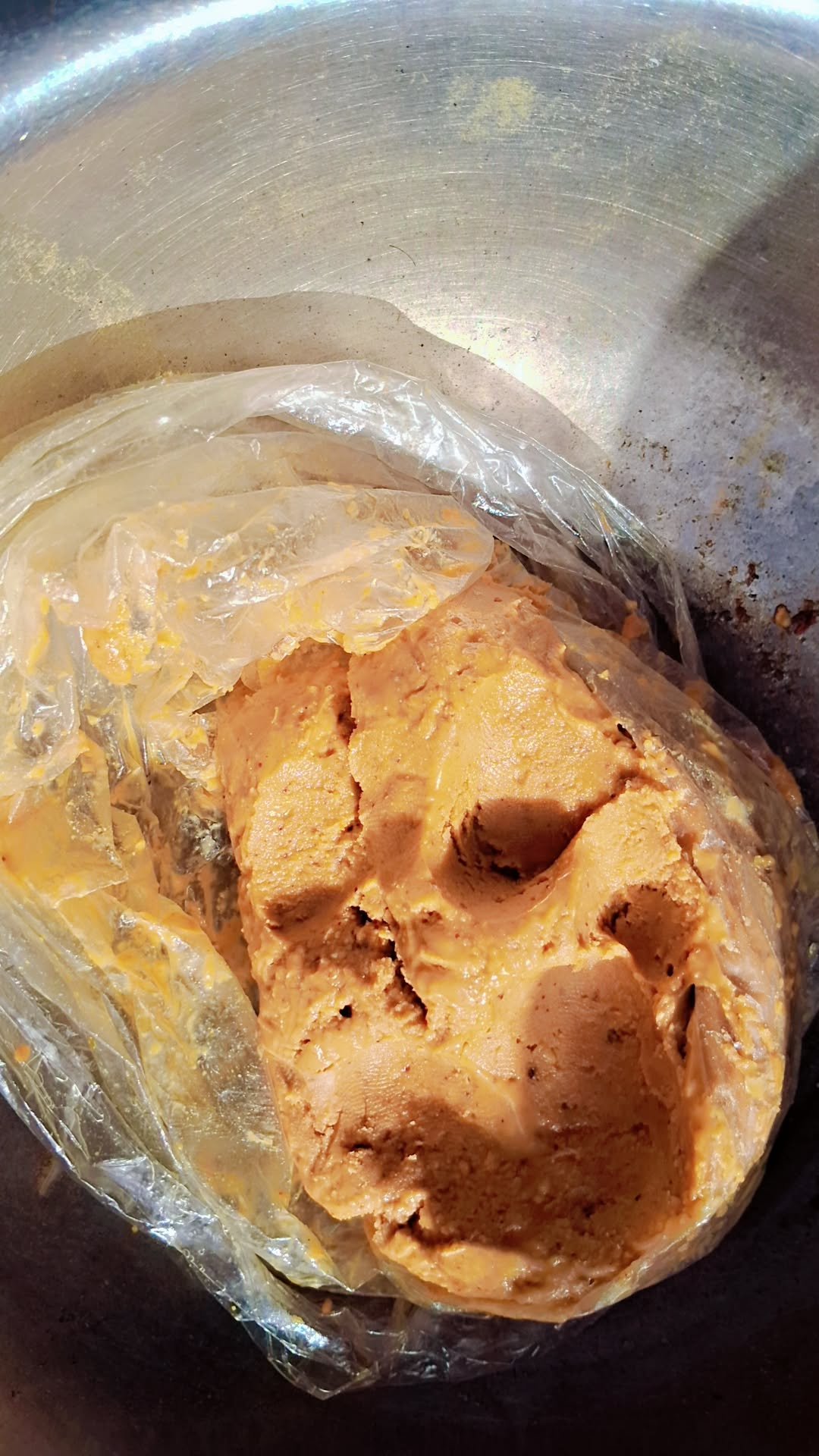
الفول السوداني المطحون(الدكوة
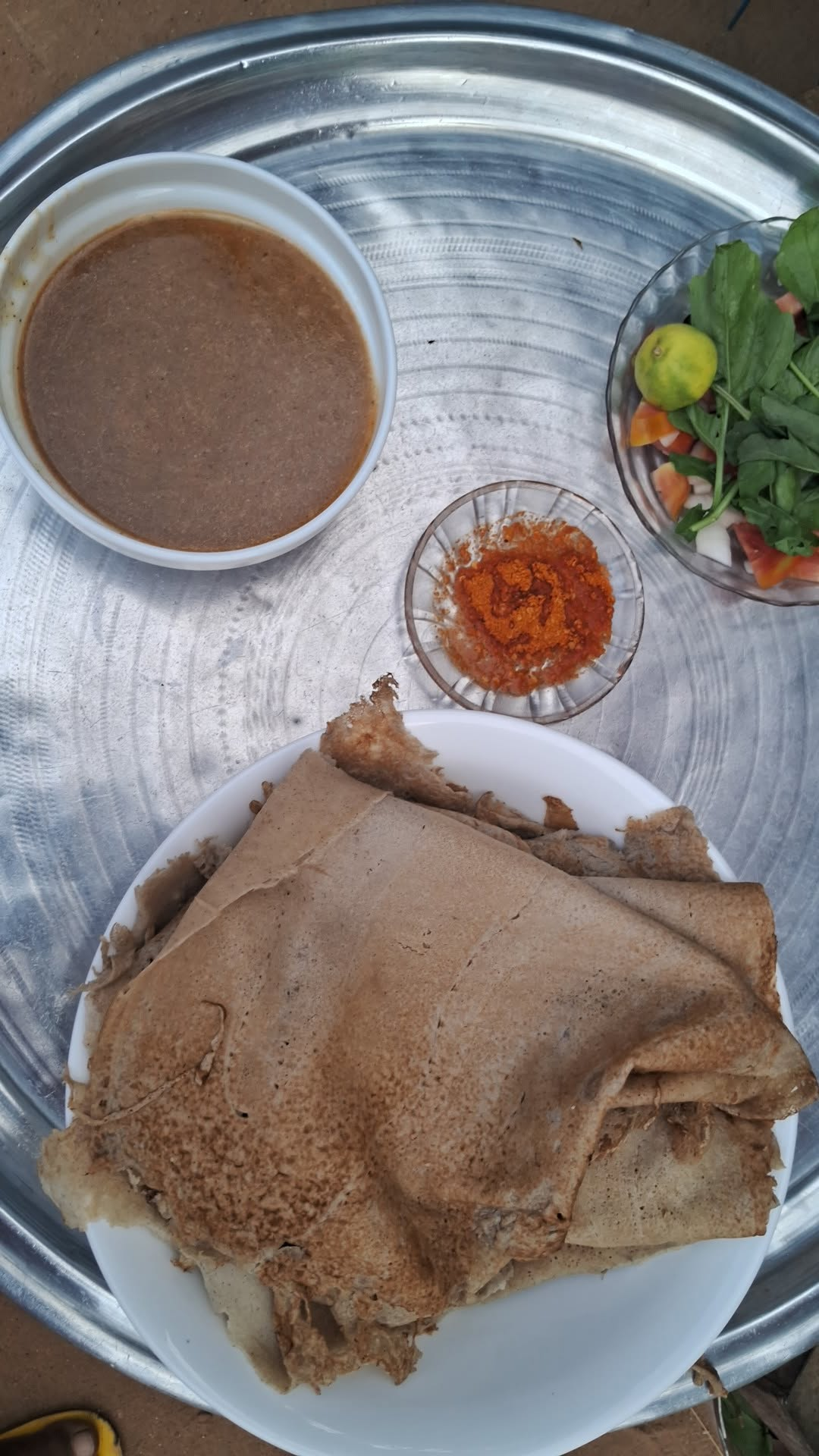
الكسرة السودانية وسلطة وملاح أم رقيقة